# Casalecchio di Reno

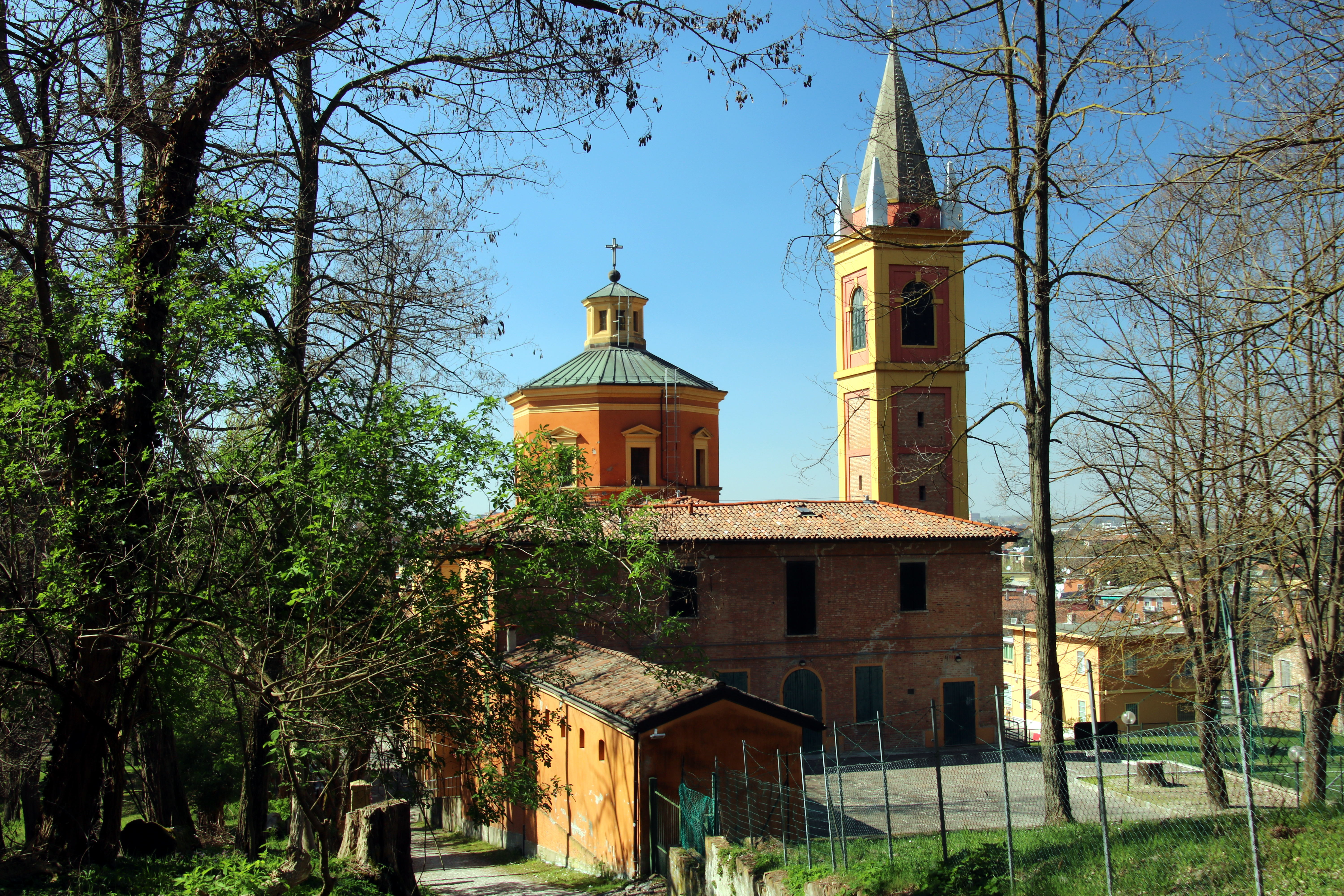
Chiesa di San Martino

Casalecchio di Reno ist eine italienische Gemeinde in der Metropolitanstadt Bologna mit 35.373 Einwohnern (Stand 31. Dezember 2023). Das Gemeindegebiet hat eine Fläche von 17,37 km² und ist daher eines der kleinsten in der Provinz.

## Geographie

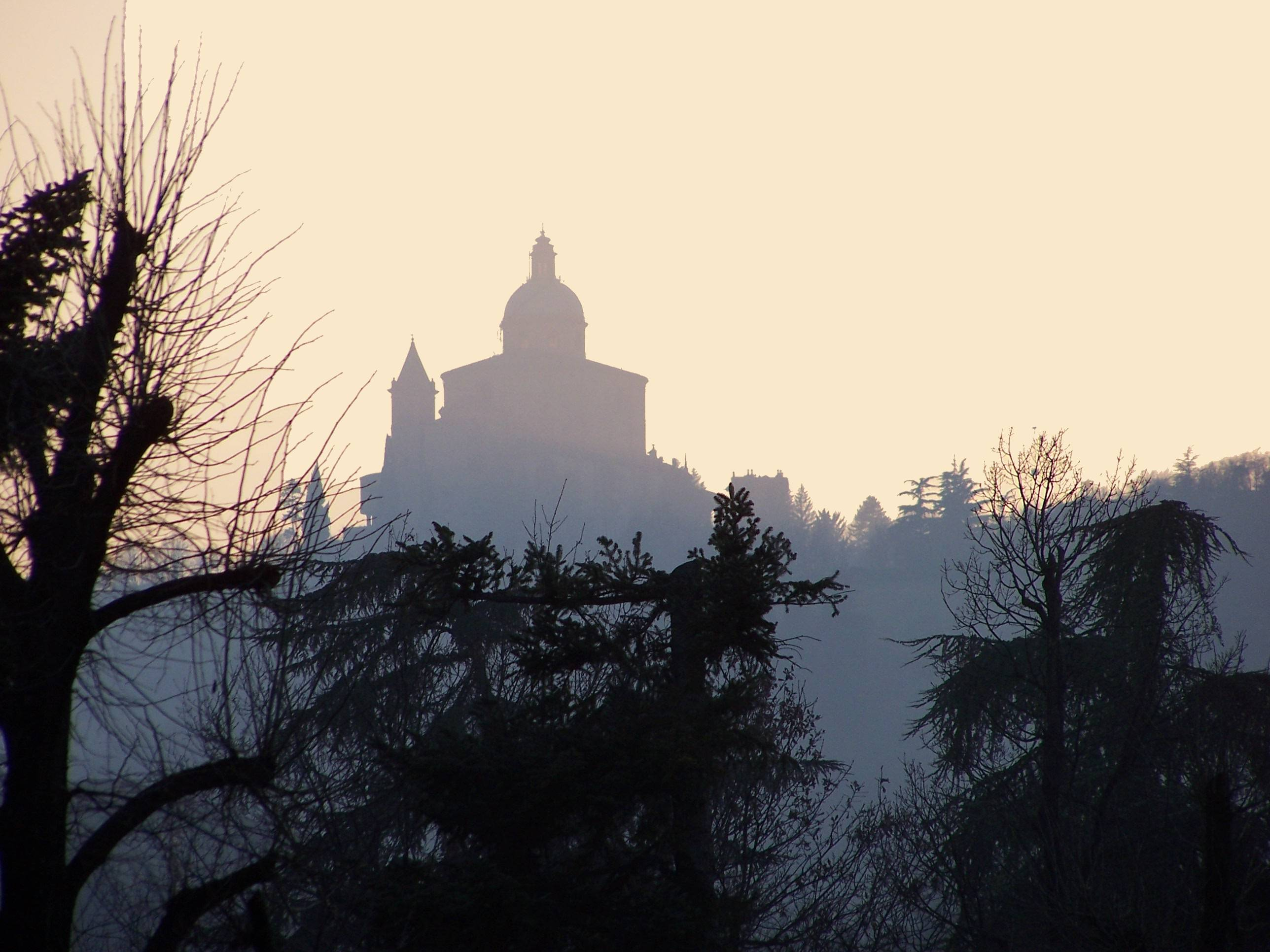
Santuario della Madonna di San Luca

Die Gegend um Casalecchio di Reno ist eher flach bis leicht hügelig. Die Stadt, durch die der Reno fließt, liegt am Fuße des Colle della Guardia (dt. Hügel der Wache), auf dem sich die Wallfahrtskirche Santuario della Madonna di San Luca befindet.
Neben dem Reno finden sich noch mehrere kleinere Wasserläufe im Gemeindegebiet:
- der Rio Bolsenda, der im Ortsteil Nugareto entspringt,
- der Rio dell'Asino (dt. Eselsbach), der vom Hügel Monte Capra herabfließt,
- der Rio Ceretolo, der bei Tizzano seine Quelle hat,
- der Rio della Pizzacchera, der bei der Wallfahrtskirche entspringt.

In Caselecchio herrscht vorwiegend ein Kontinentalklima mit Regen, Nebel und Schnee im Winter und feuchter Hitze im Sommer.
Die Stadt grenzt an drei Gemeinden:
- Sasso Marconi im Süden,
- Bologna im Nordosten und
- Zola Predosa im Westen.

Das Gemeindegebiet ist mit seinen 1737 ha seit 1828 unverändert geblieben und wird in die vier Ortsteile Capoluogo, Ceretolo, Tizzano und Croce gegliedert.

## Geschichte
Der Ortsname Casalecchio geht auf das römische Wort Casaliculum zurück, was so viel wie „Weiler“ bedeutet. Menschliche Spuren lassen sich bis in die Altsteinzeit zurückverfolgen. Auch die Römer haben ihre Spuren (Wasserleitungen) in der Stadt hinterlassen. Während der Völkerwanderungen wurde die an einer Konsularstraße gelegene Stadt entvölkert und die Einwohner zogen in die Berge um.
Um das Jahr 1000 wurde Casalecchio durch den Bau der Schleuse, des Kanals und des Ausbaus der Brücke über den Reno verändert. Es wurden auch Burgen, Schlösser und Festungen aufgebaut. Während der zwischenparteilichen Kämpfe in Bologna wurde die Stadt oft geplündert und als Schlachtfeld für kriegerische Auseinandersetzungen verwendet.

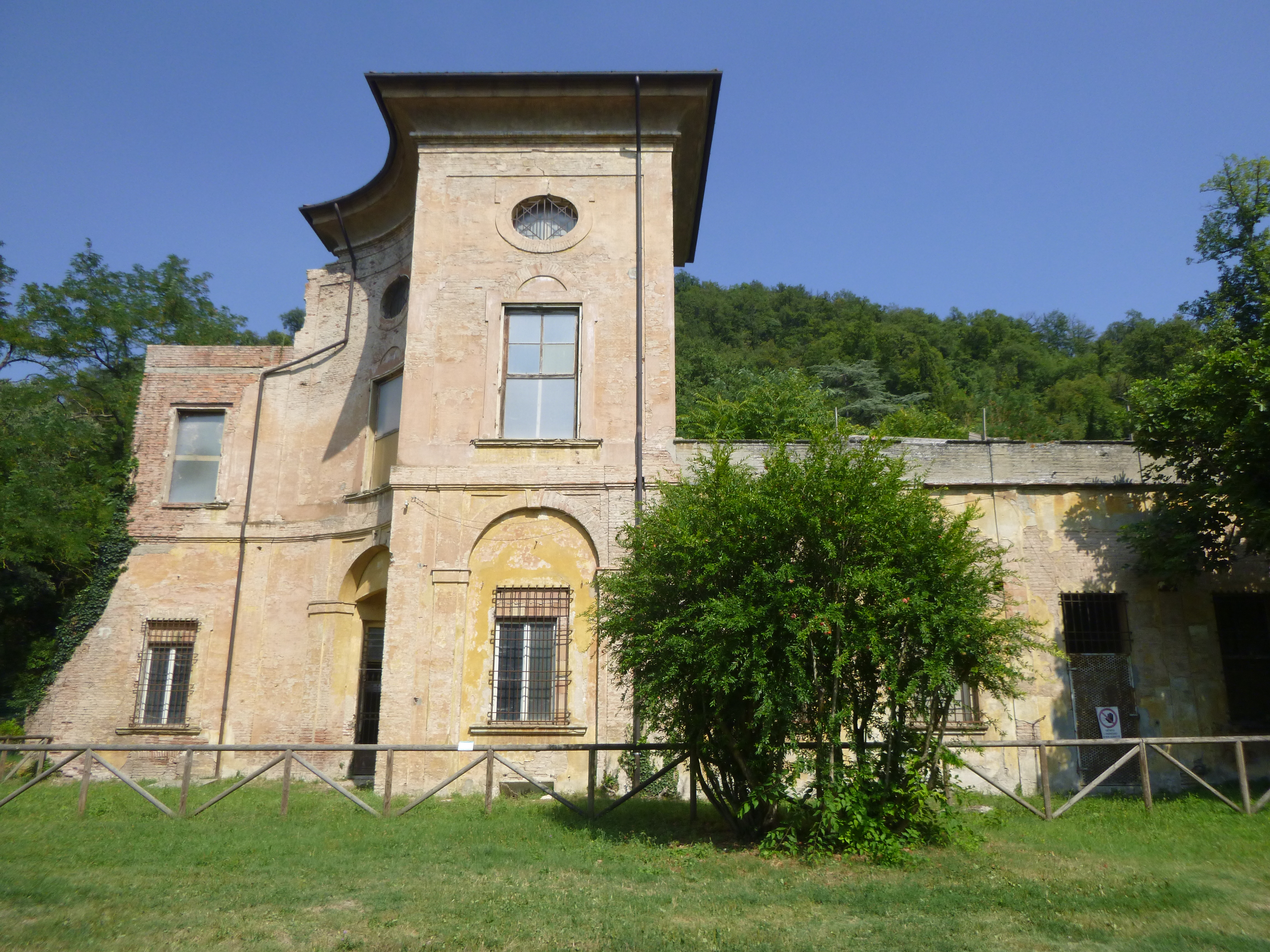
Villa Sampieri Talon

Ab der zweiten Hälfte des 19. Jahrhunderts erlebte die Stadt während der industriellen Revolution einen wirtschaftlichen Aufschwung. Es entstanden Villen, Kirchen und Gutshöfe, von denen aber viele während der beiden Weltkriege zerstört wurden, da die Stadt besonders im Zweiten Weltkrieg stark von Fliegerangriffen betroffen war. So wurde beispielsweise am 18. April 1945 die Villa Sampieri Talon durch einen Bombeneinschlag gesprengt. Das herrschaftliche Gebäude war vermutlich von Giuseppe Carlo Rossi und Ferdinando Galli da Bibiena entworfen worden. Gioacchino Rossi und Gaetano Donizetti waren häufige Gäste des Hauses, ebenso wie 1816–1817 der französische Schriftsteller Stendhal. Die Villa diente im Zweiten Weltkrieg der 22. Flak-Brigade. Im Auftrag der NS-Besatzungsmacht entstand durch ein lokales Bauunternehmen ein Luftschutzbunker in Ergänzung zu mehreren mobilen Flugzeugabwehrstellungen. Mehrere weitere Luftschutzräume befanden sich über die ganze Stadt verteilt. Heute erinnert noch ein übriggebliebener Seitenflügel des einstigen Lustschlosses an die Verheerungen des Krieges. Es befindet sich im heutigen Parco della Chiusa. Am stärksten betroffen war die Zivilbevölkerung: Von 2813 Familien, die vor dem Krieg in Casalecchio di Reno lebten, waren 2728 bei dessen Ende obdachlos und über 4000 der 9141 Einwohner, die im Jahr 1940 in der Stadt lebten, hatten den Ort verlassen müssen.
Der Motorradhersteller Berneg bestand von 1954 bis 1961.
Casalecchio verzeichnete in der Nachkriegszeit eine viel höhere Bevölkerungszunahme als alle anderen Gemeinden in der Provinz.
Am 6. Dezember 1990 stürzte ein Militärflugzeug auf die technische Realschule Gaetano Salvemini. 12 Schüler wurden getötet, 88 verletzt. Der Pilot hatte die Maschine zuvor verlassen und überlebte. 1998 wurde er freigesprochen.

## Kirchen
- Chiesa di San Giovanni Battista
- Chiesa di Santa Lucia
- Chiesa di San Martino
- Chiesa di Sant'Antonio e Sant'Andrea
- Chiesa di San Biagio
- Der Reno bei Casalecchio di RenoChiesa di San Luigi

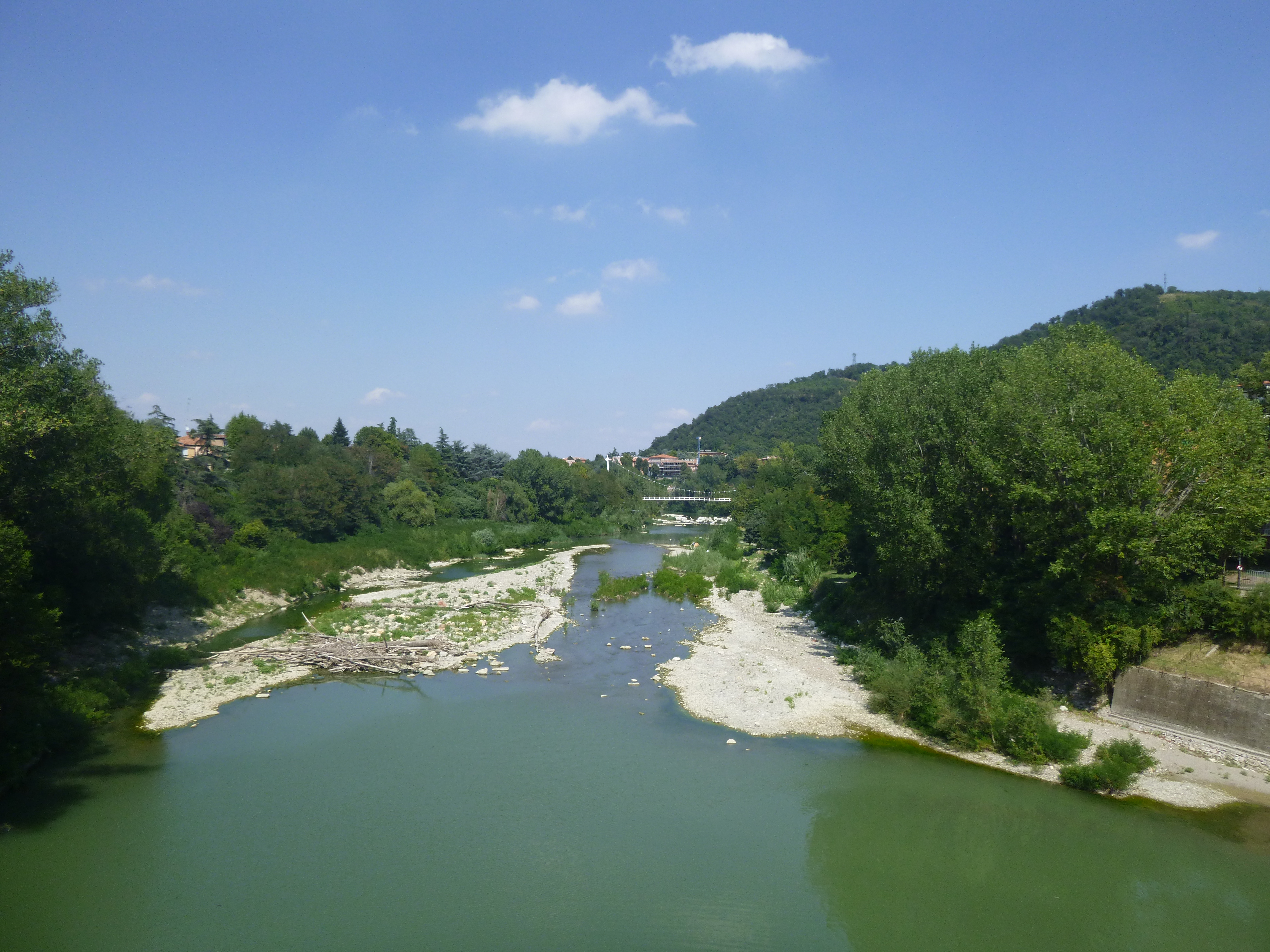
Der Reno bei Casalecchio di Reno

- Chiesa della Santa Croce di Casalecchio di Reno
- Eremo di Tizzano

## Städtepartnerschaften
- Romainville, Frankreich
- Pápa, Ungarn
- Trenčín, Slowakei

## Persönlichkeiten
- Marco Ballotta (* 1964), Fußballspieler
- Riccardo Stracciari (1875–1955), Opernsänger und Gesangspädagoge